# Otto Danneskiold-Samsøe
Hans Excellence (H.E.) Otto Ludvig August Balthazar greve Danneskiold-Samsøe (22. juli 1841 i København – 22. december 1896 på Assendrup) var en dansk officer, landmand og hofjægermester, far til S. Danneskjold-Samsøe.
Han var søn af generalpostdirektør Sophus Danneskiold-Samsøe. Han var fra marts til 30. juni 1864 på 3. Kavaleribrigades Eksercerskole som officersaspirant og derefter til Gardehusarregimentet, udnævntes 1866 — med anciennitet af 1864 — til sekondløjtnant i kavaleriets krigsreserve, fik 1867 tilladelse til at forrette tjeneste ved Den kgl. Livgarde til Fods og blev samme år forsat til fodfolket (Livgarden) og samme år premierløjtnant. Han trådte 1876 uden for nummer i Hæren og fik 1878 efter ansøgning afsked fra Hæren, forpagtede derefter hovedgården Assendrup og blev 1882 hofjægermester.
Han blev gift 26. november 1873 i Christiansborg Slotskirke med Louise Siegfriede komtesse Knuth (21. marts 1853 på Østergård - 18. november 1928 i Fredensborg), datter af Adam Knuth til Lilliendal.